# Tony Allen (batterista)
Tony Oladipo Allen (Lagos, 20 luglio 1940 – Parigi, 30 aprile 2020) è stato un batterista nigeriano.

## Biografia
Come batterista e direttore musicale collaborò con il gruppo Africa 70, dal 1979 al 1989, insieme a Fela Anikulapo Kuti.
Nel 1984 si trasferì a Londra e successivamente a Parigi. Collaborò con King Sunny Adé, Ray Lema, Manu Dibango e altri.
Nel 2002 apparve nella compilation Red Hot and Riot stilata dalla Red Hot Organization. Nel 2004 suonò per Sébastien Tellier nel suo album Politics.
Nel 2006, insieme a Damon Albarn, Paul Simonon e Simon Tong, realizzò l'album The Good, the Bad & the Queen.
Nel 2007 collaborò con Charlotte Gainsbourg (in due tracce dell'album 5:55) e con gli Air (in Once Upon a Time).
Allen è morto il 30 aprile 2020  per un aneurisma aortico addominale al Georges Pompidou European Hospital di Parigi.

## Discografia
| Anno | Titolo                                                  | Artista                                                       | Etichetta                |
| ---- | ------------------------------------------------------- | ------------------------------------------------------------- | ------------------------ |
| 1969 | Koola Lobitos (64–68) / The '69 Los Angeles Sessions    | Fela Ransome Kuti                                             | Barclay                  |
| 1970 | Fela's London Scene                                     | Fela Kuti                                                     | Barclay                  |
| 1971 | Live!                                                   | Fela Ransome Kuti                                             | Barclay                  |
| 1971 | Open & Close                                            | Fela Ransome Kuti                                             | Barclay                  |
| 1972 | Roforofo Fight                                          | Fela Ransome Kuti                                             | Barclay                  |
| 1972 | Shakara                                                 | Fela Ransome Kuti                                             | Barclay                  |
| 1973 | Afrodisiac                                              | Fela Ransome Kuti                                             | Barclay                  |
| 1973 | Gentleman                                               | Fela Ransome Kuti                                             | Barclay                  |
| 1974 | Confusion                                               | Fela Ransome Kuti                                             | Barclay                  |
| 1974 | He Miss Road                                            | Fela Ransome Kuti                                             | Barclay                  |
| 1975 | Jealousy                                                | Tony Allen                                                    | Soundworkshop            |
| 1975 | Alagbon Close                                           | Fela Ransome Kuti                                             | Barclay                  |
| 1975 | Everything Scatter                                      | Fela Ransome Kuti                                             | Barclay                  |
| 1975 | Excuse O                                                | Fela Ransome Kuti                                             | Barclay                  |
| 1975 | Expensive Shit                                          | Fela Ransome Kuti                                             | Barclay                  |
| 1975 | Monkey Banana                                           | Fela Ransome Kuti                                             | Barclay                  |
| 1975 | Noise For Vendor Mouth                                  | Fela Ransome Kuti                                             | Barclay                  |
| 1976 | Ikoyi Blindness                                         | Fela Anikulapo Kuti                                           | Barclay                  |
| 1976 | Kalakuta Show                                           | Fela Anikulapo Kuti                                           | Barclay                  |
| 1976 | Na Poi                                                  | Fela Anikulapo Kuti                                           | Barclay                  |
| 1976 | Unnecessary Begging                                     | Fela Anikulapo Kuti                                           | Barclay                  |
| 1976 | Upside Down                                             | Fela Anikulapo Kuti                                           | Barclay                  |
| 1976 | Yellow Fever                                            | Fela Anikulapo Kuti                                           | Barclay                  |
| 1977 | Progress                                                | Tony Allen                                                    | Phonogram                |
| 1977 | Fear Not For Man                                        | Fela Anikulapo Kuti                                           | Barclay                  |
| 1977 | J.J.D – Live at Kalakuta Republik                       | Fela Anikulapo Kuti                                           | Barclay                  |
| 1977 | No Agreement                                            | Fela Anikulapo Kuti                                           | Barclay                  |
| 1977 | Opposite People                                         | Fela Anikulapo Kuti                                           | Barclay                  |
| 1977 | Sorrow Tears and Blood                                  | Fela Anikulapo Kuti                                           | Barclay                  |
| 1977 | Shuffering and Shmiling                                 | Fela Anikulapo Kuti                                           | Barclay                  |
| 1977 | Stalemate                                               | Fela Anikulapo Kuti                                           | Barclay                  |
| 1977 | Zombie                                                  | Fela Anikulapo Kuti                                           | Barclay                  |
| 1979 | No Accommodation for Lagos                              | Tony Allen                                                    | Phonogram                |
| 1979 | Unknown Soldier                                         | Fela Anikulapo Kuti                                           | Barclay                  |
| 1979 | V.I.P.                                                  | Fela Anikulapo Kuti                                           | Barclay                  |
| 1979 | No Discrimination                                       | Tony Allen and the Afro Messengers                            | Shanu Olu Records        |
| 1980 | Music of Many Colours                                   | Fela Anikulapo Kuti / Roy Ayers                               | Barclay                  |
| 1985 | Never Expect Power Always (aka N.E.P.A.)                | Tony Allen with Afrobeat 2000                                 | Moving Target            |
| 1986 | I Go Shout Plenty                                       | Fela Anikulapo Kuti                                           | Afrodisia                |
| 1987 | Too Many Prisoners                                      | Tony Allen with Zebra Crossing                                | Barclay                  |
| 1998 | Ariya                                                   | Tony Allen                                                    | Comet                    |
| 1999 | Black Voices                                            | Tony Allen                                                    | Comet                    |
| 1999 | Ariya (remixes)                                         | Tony Allen                                                    | Comet                    |
| 1999 | The Two Sides of Fela – Jazz & Dance                    | Fela Anikulapo Kuti                                           | Barclay                  |
| 1999 | Racubah! – A Collection of Modern Afro Rhythms          | Artisti Vari                                                  | Comet                    |
| 2000 | Black Voices Alternate take Featuring Mike "clip" Payne | Tony Allen                                                    | Comet                    |
| 2000 | Black Voices Remixed                                    | Tony Allen                                                    | Comet                    |
| 2000 | Mountains Will Never Surrender                          | Doctor L                                                      | Jive                     |
| 2000 | The Allenko Brotherhood Ensemble Part 1                 | Artisti Vari                                                  | Comet                    |
| 2000 | The Allenko Brotherhood Ensemble Part 2                 | Artisti Vari                                                  | Comet                    |
| 2000 | The Allenko Brotherhood Ensemble Part 3                 | Artisti Vari                                                  | Comet                    |
| 2000 | Modern Answers To Old Problems                          | Ernest Ranglin                                                | Telarc                   |
| 2000 | Afrobeat...No Go Die!                                   | Artisti Vari                                                  | Shanachie                |
| 2001 | The Allenko Brotherhood Ensemble                        | Artisti Vari                                                  | Comet                    |
| 2001 | The Allenko Brotherhood Ensemble Part 4                 | Artisti Vari                                                  | Comet                    |
| 2001 | The Allenko Brotherhood Ensemble Part 5                 | Artisti Vari                                                  | Comet                    |
| 2001 | The Allenko Brotherhood Ensemble Part 6                 | Artisti Vari                                                  | Comet                    |
| 2001 | Psyco On Da Bus                                         | Tony Allen, Doctor L, Jean Phi Dary, Jeff Kellner, Cesar Anot | Comet                    |
| 2002 | Homecooking                                             | Tony Allen                                                    | Wrasse Records           |
| 2002 | Every Season                                            | Tony Allen                                                    | Comet                    |
| 2002 | Eager Hands & Restless Feet                             | Tony Allen                                                    | Wrasse Records           |
| 2004 | Awa Band                                                | Bababatteur                                                   | Ekosound                 |
| 2004 | Live                                                    | Tony Allen                                                    | Comet                    |
| 2006 | Lagos No Shaking                                        | Tony Allen                                                    | Astralwerks              |
| 2007 | The Good, the Bad & the Queen                           | The Good, the Bad & the Queen                                 | EMI                      |
| 2007 | 5:55                                                    | Charlotte Gainsbourg                                          | Because/Vice             |
| 2009 | Secret Agent                                            | Tony Allen                                                    | World Circuit Records    |
| 2009 | Inspiration Information 4                               | Jimi Tenor & Tony Allen                                       | Strut Records            |
| 2012 | Rocket Juice & the Moon                                 | Rocket Juice & the Moon                                       | Honest Jon's             |
| 2013 | The Rough Guide to African Disco                        | Artisti Vari                                                  | World Music Network      |
| 2014 | Film of Life                                            | Tony Allen                                                    | JazzVillage              |
| 2017 | A Tribute to Art Blakey & the Jazz Messengers           | Tony Allen                                                    | Blue Note Records        |
| 2017 | The Source                                              | Tony Allen                                                    | Blue Note Records        |
| 2017 | What Goes Up                                            | Chicago Afrobeat Project                                      | Chicago Afrobeat Project |
| 2017 | Mandela Effect                                          | Gonjasufi                                                     | Warp                     |
| 2018 | Merrie Land                                             | The Good, the Bad & the Queen                                 | Studio 13                |
| 2020 | Rejoice                                                 | Tony Allen & Hugh Masekela                                    | World Circuit Records    |
| 2021 | There Is No End                                         | Tony Allen                                                    | Blue Note                |